# Championnats d'Europe d'aviron 1967
Navigation
Édition précédente Édition suivante
Les championnats d'Europe d'aviron 1967, cinquante-neuvième édition des championnats d'Europe d'aviron, ont lieu en 1967 à Vichy, en France. Les États-Unis participent également à ces championnats.

## Podiums

### Hommes
| Épreuves             | Or | Argent | Bronze |
| -------------------- | --- | --- | --- |
| Skiff M1x            | Achim Hill (GDR) | Vyacheslav Ivanov (URS) | Jan Wienese (NED) |
| Deux de couple M2x   | Suisse Melchior Bürgin Martin Studach | Bulgarie Jordan Valtsev Atanas Selev | Tchécoslovaquie Jaroslav Hellebrand Petr Krátký |
| Deux de pointe M2-   | États-Unis Larry Hough Philip Johnson | Allemagne de l'Est Peter Gorny Günter Bergau | Allemagne de l'Ouest Udo Brecht Hans-Johann Färber |
| Deux barré M2+       | Italie Primo Baran Renzo Sambo Bruno Cipolla (barreur) | Allemagne de l'Est Hans-Jürgen Friedrich Werner Riemann Manfred Wozniak (barreur)                                                                       | Tchécoslovaquie Ivan Miluška Karel Kolesa Milan Kucharik (barreur) |
| Quatre de pointe M4- | Allemagne de l'Est Frank Forberger Frank Rühle Dieter Grahn Dieter Schubert                                                                                           | Hongrie László Lucsanszky József Csermely György Sarlós Csaba Czakó                                                                                     | États-Unis Lee Demarest Robert Brayton Larry Gluckman Hugh Foley |
| Quatre barré M4+     | Union soviétique Zigmas Jukna Antanas Bagdonavičius Volodymyr Sterlik Juozas Jagelavičius Yuriy Lorentsson (barreur)                                                  | Allemagne de l'Est Jochen Mitzner Karl-Heinz Schneider Günter Roock Rolf Zimmermann Johannes Nath (barreur)                                             | Roumanie Reinhold Batschi Petre Ceapura Emanoil Stratan Ștefan Tudor Ladislau Lovrenschi (barreur)                                                                                   |
| Huit M8+             | Allemagne de l'Ouest Horst Meyer Dirk Schreyer Rüdiger Henning Ulrich Luhn Wolfgang Hottenrott Egbert Hirschfelder Jörg Siebert Roland Böse Gunther Tiersch (barreur) | États-Unis Ian Gardiner Curtis Canning Andy Larkin Scott Steketee Franklin Hobbs Jacques Fiechter Cleve Livingston David Higgins Paul Hoffman (barreur) | Union soviétique Yuri Chodorov Viktor Suslin Apolinaras Grigas Aleksandr Martyshkin Vladimir Ilyinsky Vladimir Rikkanen Michail Mahonov Nikolai Sumatikhin Viktor Mikheyev (barreur) |

### Femmes
| Épreuves                    | Or | Argent | Bronze |
| --------------------------- | --- | --- | --- |
| Skiff W1x                   | Anita Kuhlke (GDR) | Alena Kvasilová-Postlová (TCH) | Genovaitė Šidagytė (URS) |
| Deux de couple W2x          | Union soviétique Tatyana Gomolko Daina Schweiz | Allemagne de l'Est Monika Sommer Ursula Pankraths | Pays-Bas H.M.R. Arbouw van der Veen W. Wacht |
| Quatre barré W4+            | Allemagne de l'Est Helga Schmidt Renate Schlenzig Barbara Koch Barbara Behrend Ulrike Skrbek (barreur)                                                                                | Union soviétique Maria Kovalyova Maria Hapková Nina Bystrova Nina Burakova Olga Blagovensenskaya (barreur)                                                      | Roumanie Ana Tamas Florica Ghiuzelea Luminita Golgotiu Teodora Untaru Stefania Borisov (barreur)                                                         |
| Quatre de couple barré W4x+ | Union soviétique Sofia Grucova Aleksandra Bocharova Galina Konstantinova Tatyana Markvo Natalya Zakharova (barreur)                                                                   | Hongrie Agnes Salamon Katalin David Zsuzsa Szappanos Mária Fekete Margit Komornik (barreur)                                                                     | Bulgarie Miglena Totseva Verka Alexejeva Jekaterina Kostova Stojka Genova Ganka Hristova (barreur)                                                       |
| Huit M8+                    | Union soviétique Alla Pervorukova Irena Bačiulytė Sofija Korkutytė Leokadija Semashko Klavdija Koženkova Aldona Čiukšytė Genė Galinytė Rita Tamašauskaitė Jūratė Narvidaite (barreur) | Allemagne de l'Est Inge Mundt Hanna Mitter Renate Weber Gitta Kubik Renate Boesler Rosemarie Schmidtke Ingeborg Diesing Renate Seyfarth Ulrike Skrbek (barreur) | Roumanie Viorica Moldovan Emilia Rigard Stana Tudor Doina Balasa Ana Tamas Florica Ghiuzelea Teodora Untaru Luminita Golgotiu Stefania Borisov (barreur) |